# Родина Володимира Путіна

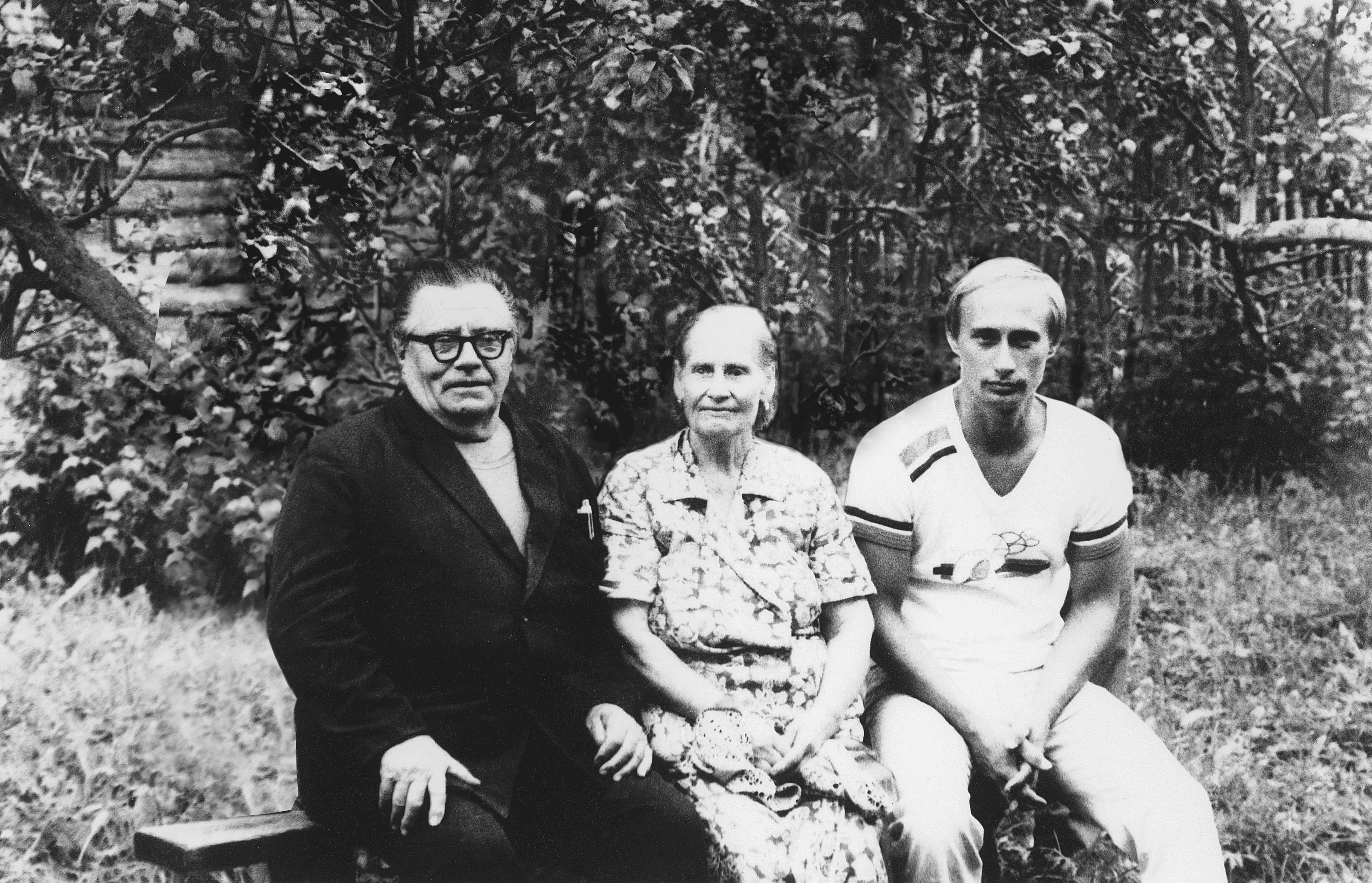
Володимир Путін з батьками у 1985 році

Путіни походять із російського селянства. Спіридон Іванович Путін (1879—1965) був кухарем у Горках, його син Володимир (1911—1999) брав участь у німецько-радянській війні, онук Володимир (народився в 1952) зробив кар'єру в КДБ та ФСБ, у 1999 році став прем'єр-міністром РФ, у 2000—2008 роках обіймав посаду президента країни, на яку повернувся у 2012 році.

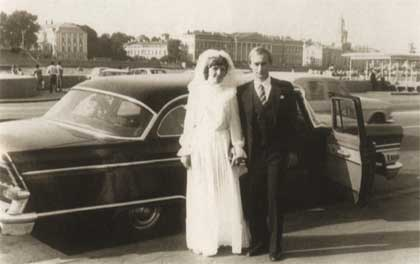
Весілля Володимира Путіна та Людмили Шкребневої

У 1983 році Путін одружився з Людмилою Олександрівною Шкребневою, яка народила двох дочок — Марію (1985) і Катерину (1986). До 2014 року цей шлюб було розірвано.
Офіційної інформації про сім'ю Путіна вкрай мало. Відомо тільки, що обидві дочки живуть і працюють у Росії, що до 2017 року президент мав двох онуків. Багато ЗМІ ототожнюють Марію Путіну з медиком-ендокринологом Марією Воронцовою, дружиною голландця Йорріта Йооста Фаассена, співвласником компанії «Номеко»; як другу дочку Путіна ідентифікують Катерину Тихонову, дружину мільярдера Кирила Шамалова, голову фонду «Національний інтелектуальний розвиток» та компанії «Іннопрактика».
У джерелах фігурують й інші родичі Володимира Путіна, які посіли чільне становище у різноманітних бізнес-структурах. Це його двоюрідний брат Ігор Олександрович Путін (віце-президент та член правління "Майстер-банку"), двоюрідні племінники Роман Ігорович Путін (голова ради директорів ТОВ «Група компаній МРТ», співвласник компанії «МРТ-АВІА») та Михайло Шеломов. У 2022 році автори одного з журналістських розслідувань назвали двоюрідною племінницею Путіна Ганну Євгенівну Цивільову — власницю великої вугледобувної компанії «Колмар», дружину губернатора Кемеровської області Сергія Цивільова.

## Походження
Путіни та родинні їм сім'ї (Шеломови, Чурсанови, Буянови, Фоміни та інші) як мінімум з XVII століття були селянами Тверського повіту. Найбільш ранній відомий предок Володимира Путіна згаданий у 1627—1628 роках у писцевій книзі цього повіту — це Яків Нікітін, бобиль села Бородіно приходу села Тургінове, вотчини боярина Івана Микитовича Романова (дядька царя Михайла Федоровича)

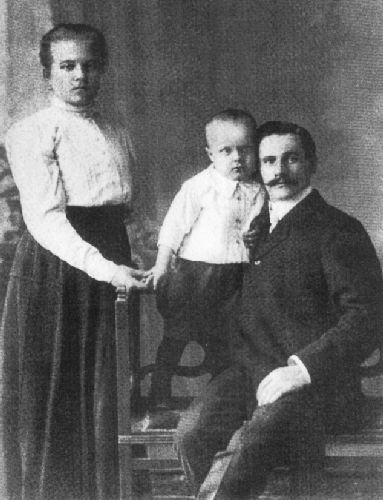
дідусь і бабуся Володимира Путіна кухар Спірідон Іванович Путін та Ольга Іванівна Путіна з дядьком Путіна Миколою 1910 рік

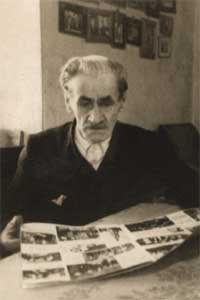
кухар Спірідон Іванович Путін, дідусь Володимира Путіна

Дідом президента був Спірідон Іванович Путін (1879—1965), який народився в селі Поміново Тверського повіту Тверської губернії. У 12 років його віддали «в кухарське навчення» в Тверський трактир, пізніше він потрапив до петербурзького ресторану, одружився з односельчанкою Ольгою Іванівною Чурсановою, працював кулінаром в «Асторії» на Гороховій вулиці. Брав участь у Першій світовій війні, після революції, рятуючись від голоду, повернувся з сім'єю до Помінового, згодом переїхав до Москви. Працював кухарем у Гірках, готував для Надії Крупської, Марії та Дмитра Ульянових до самої їхньої смерті. 1940 року став старшим кухарем пансіонату Московського міськкому партії «Іллічівський» у селі Іллінському. Там годував міністра культури Катерину Фурцеву, перших секретарів Московського ДК Віктора Гришина та Івана Капітонова, Микиту Хрущова та його матір, працював до вісімдесяти років.

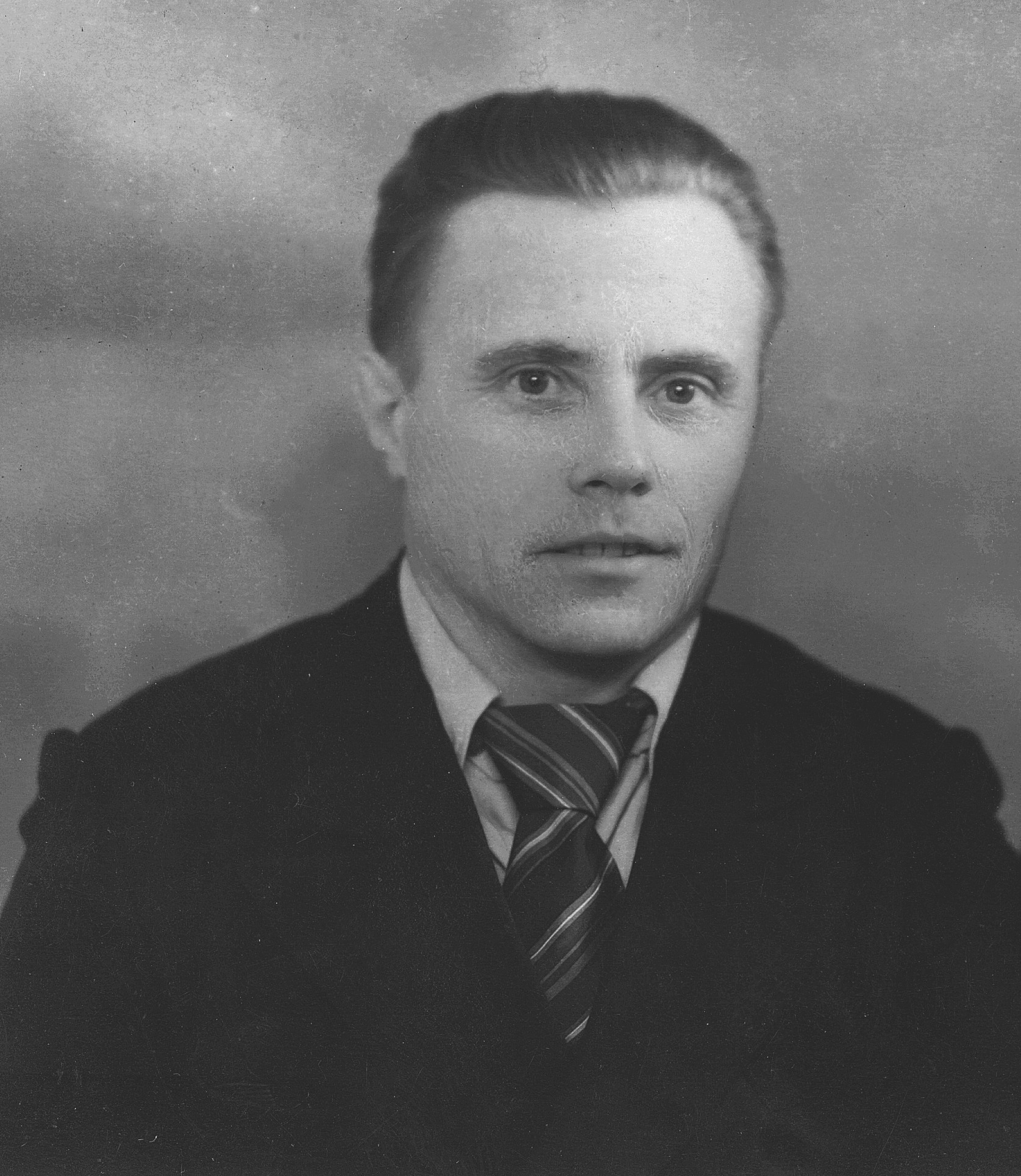
Володимир Спіридонович Путін

Син Спиридона Івановича, Володимир Спіридонович Путін (1911—1999) народився Поміново. У 1933—1934 роках він служив на підводному флоті , з червня 1941 брав участь у Великій Вітчизняній війні. Воював у складі 330-го стрілецького полку 86-ї дивізії Червоної армії, захищаючи Невський п'ятачок, був тяжко поранений осколком у ліву гомілку і стопу (17 листопада 1941). Був нагороджений медалями «За бойові заслуги», «За оборону Ленінграда», «За перемогу над Німеччиною». Член ВКП(б) із 1941 року. Після війни працював майстром на заводі імені Єгорова. В 1985 був нагороджений орденом Вітчизняної війни 1-го ступеня.

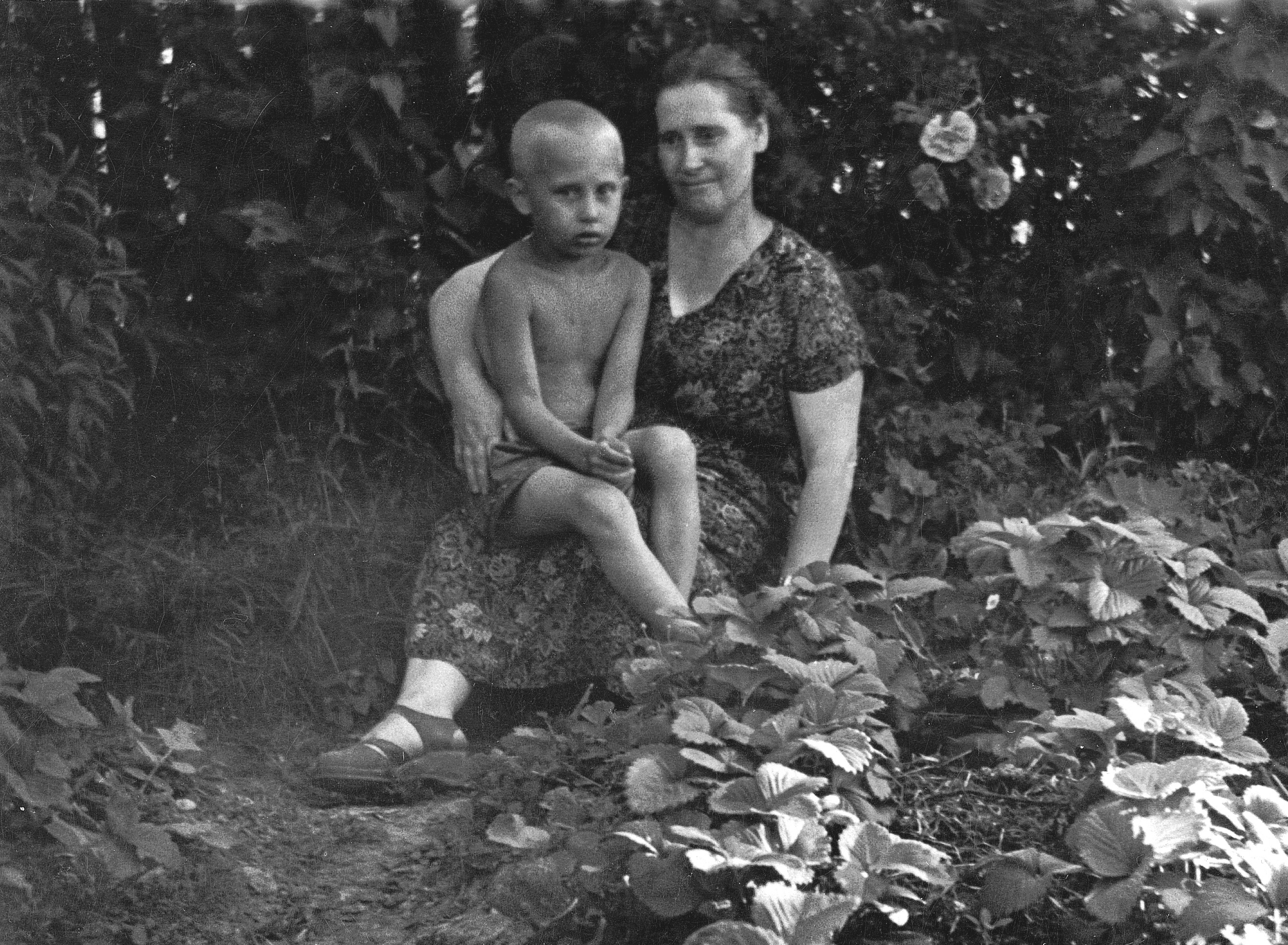
Володимир Путін у дитинстві зі своєю мамою Марією Іванівною Путіною

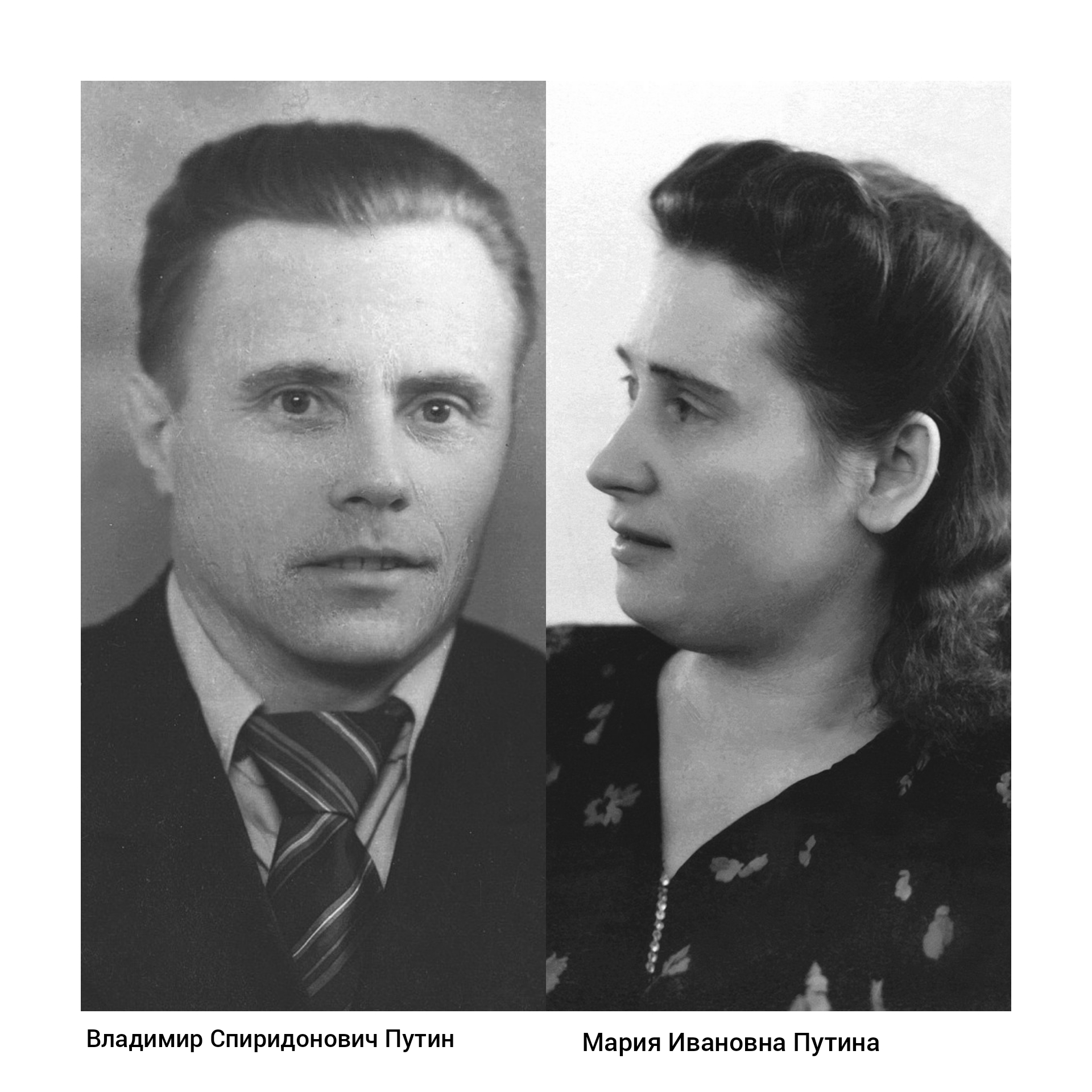
Батьки Володимира Путіна

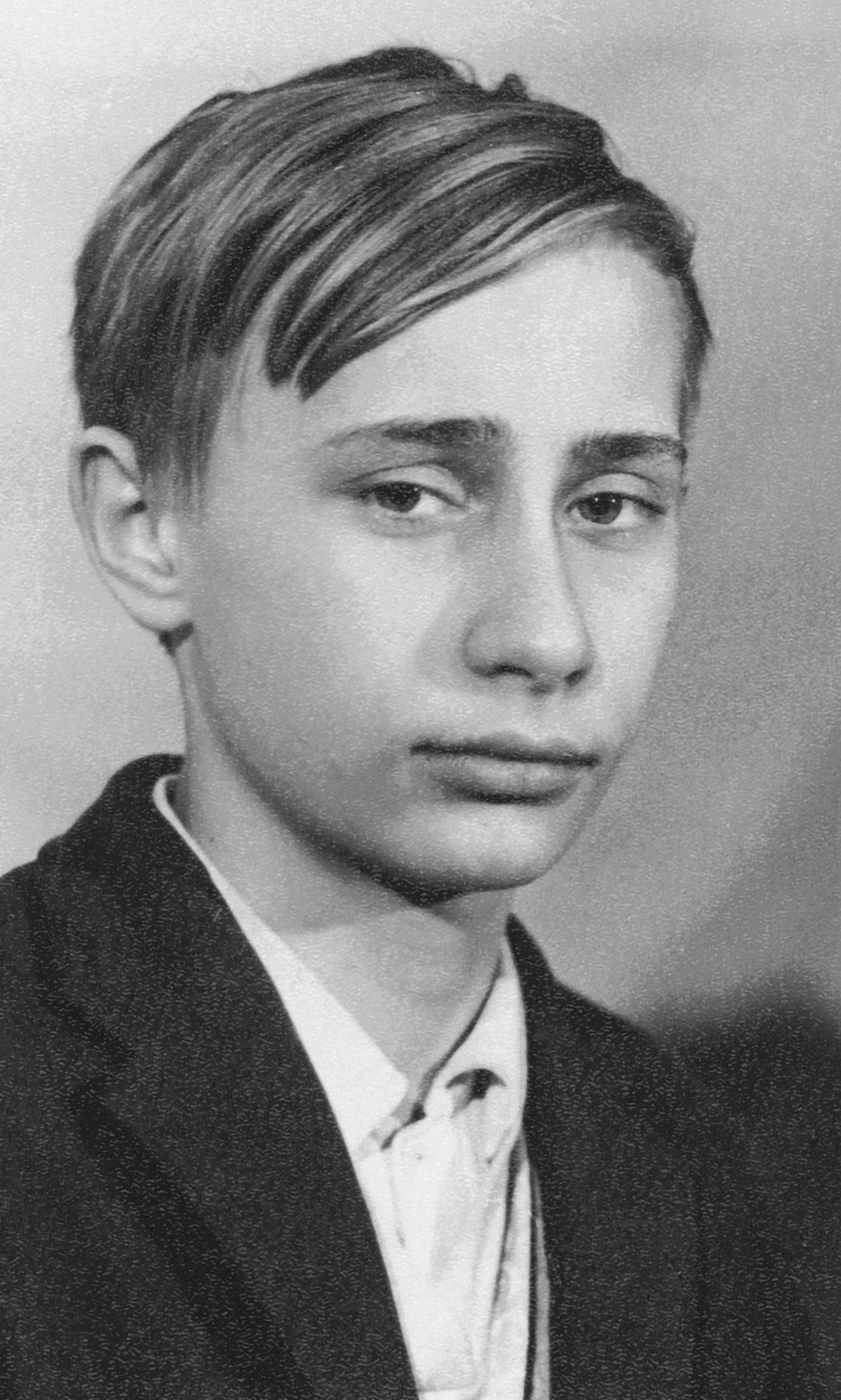
Путін у дитинстві

Володимир Спіридонович був одружений з Марією Іванівною Шеломовою (1911—1998), що походила з села Заріччя Тверського повіту Тверської губернії. Вона працювала на заводі, пережила блокаду Ленінграда. Штаб КБФ нагородив її медаллю «За оборону Ленінграда». Старший син Путіних, який народився до війни, помер під час блокади, а в 1952 народився ще один син — Володимир. Він закінчив юридичний факультет Ленінградського університету, з 1977 року працював у КДБ, 1999 року очолив уряд Росії, а 2000 року став президентом.

## Шлюб Володимира Путіна

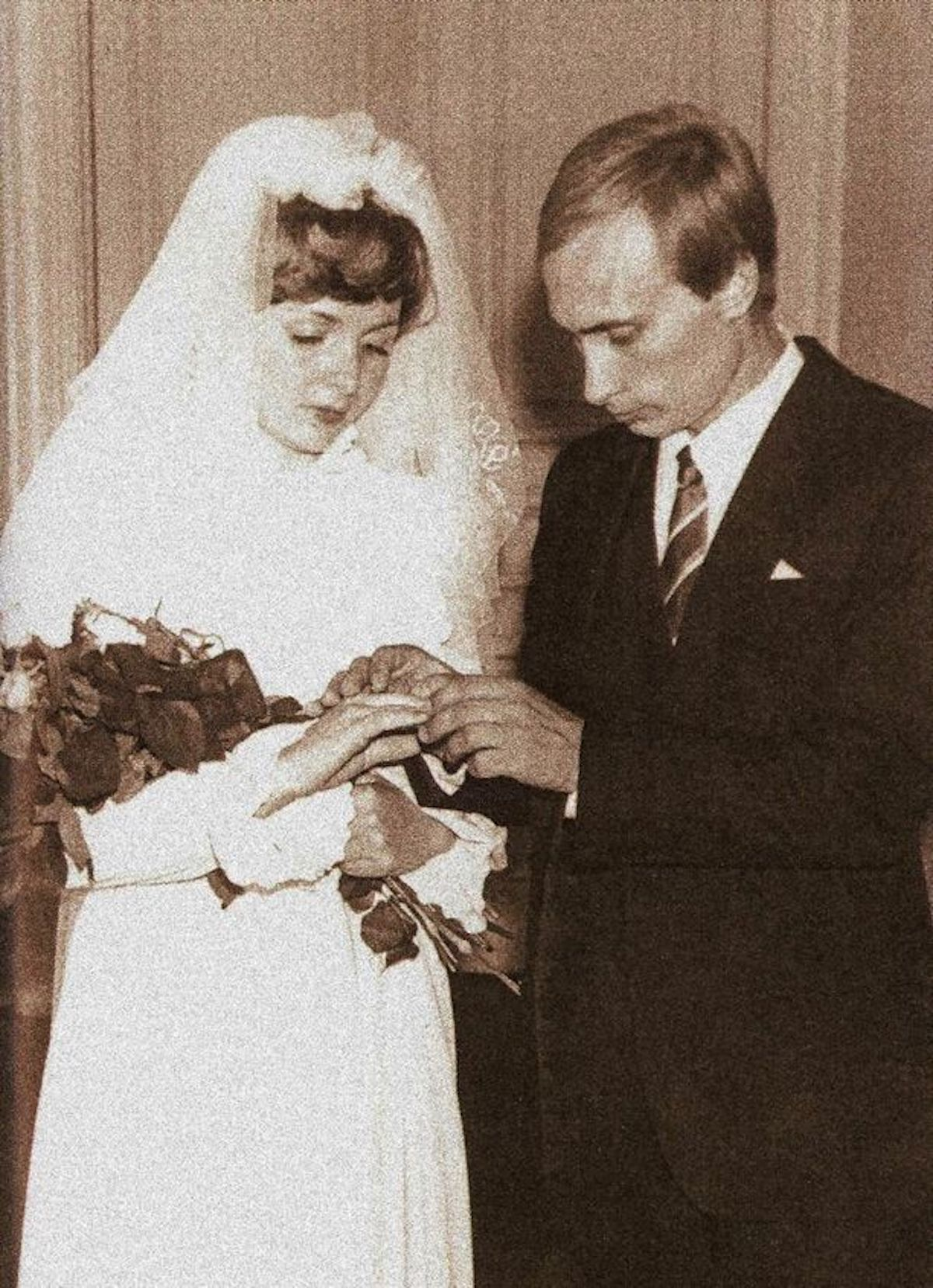
Весілля Путіних 1983 рік

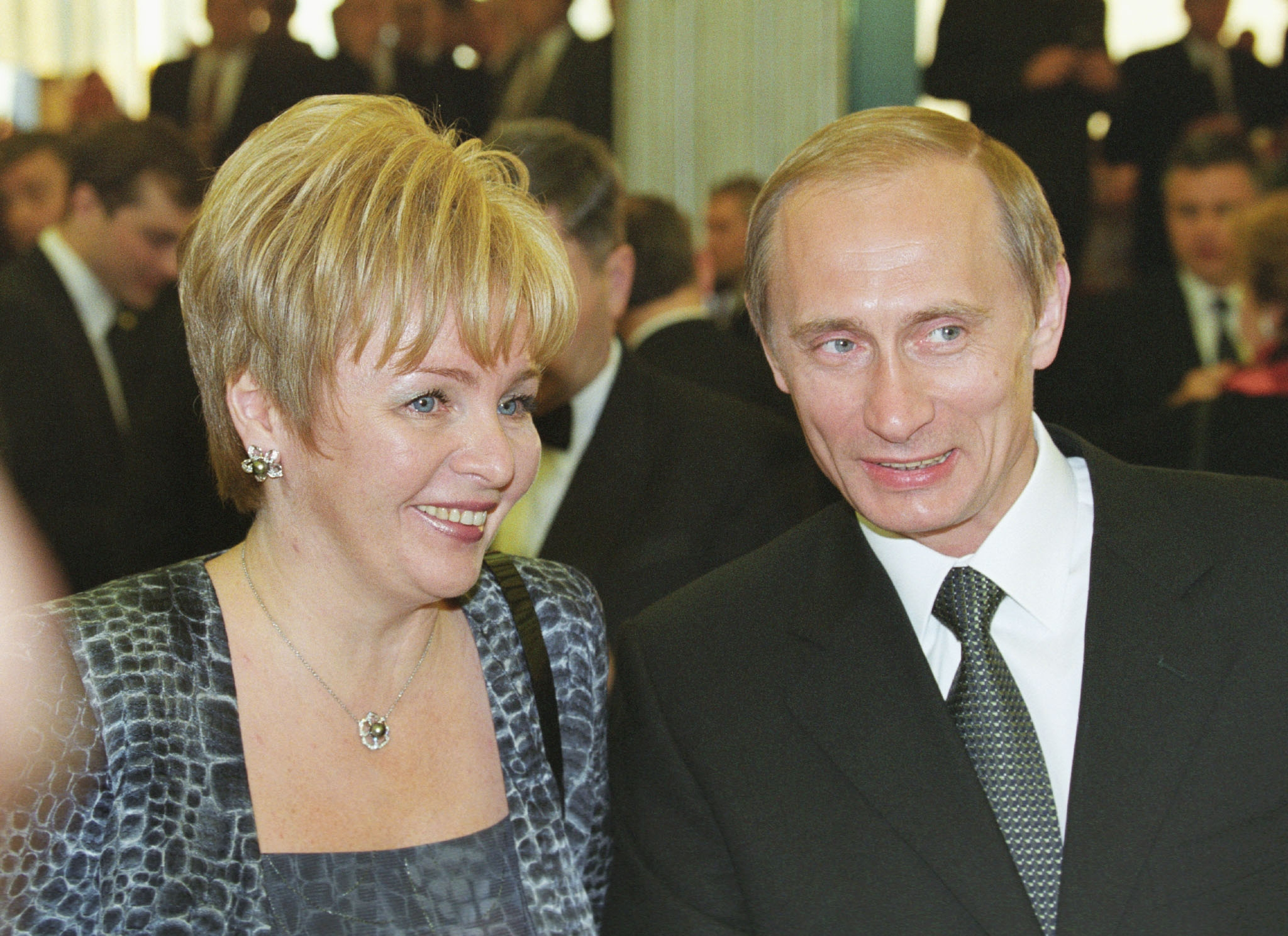
Володимир та Людмила Путіни 2000 рік

У 1983 році Володимир Володимирович Путін одружився з Людмилою Олександрівною Шкребньовою (згодом випускницею філологічного факультету Ленінградського університету, викладачкою німецької мови). У 1985 році в цій сім'ї народилася дочка Марія, у 1986 — дочка Катерина (обох назвали на честь бабусь). Вони навчалися в петербурзькій приватній гімназії Петершуле (Peterschule) з поглибленим вивченням німецької мови, потім протягом двох років — у Москві в школі імені Гааза при посольстві Німеччини. З 2000 року з метою безпеки повністю перейшли на домашнє навчання. Відомо про їх заняття фітнесом та ушу, а також мовами — вони вільно володіють англійською, німецькою, французькою, а Катерина знає ще й корейську.
У 2003 році дочки Путіна вступили до Санкт-Петербурзького університету: Марія на біолого-ґрунтовий факультет, Катерина — на Східний, на кафедру історії країн Далекого Сходу. Дипломи вони отримали у МДУ. Недоторканність приватного життя дочок Путіна ретельно охороняється, публікувалася версія, що якщо вони числилися у вузі, то не під своїми прізвищами. 20 грудня 2012 року, реагуючи на прес-конференції на пряме запитання журналіста про те, чи є в нього онуки, Путін уникнув відповіді, заявивши, що країні навряд чи потрібно це знати, але сказав, що обидві його дочки перебувають у Москві, « навчаються і частково працюють».
Відповідно до поширеної в західних та російських ЗМІ інформації, Марія Путіна одружена з голландцем Йоррітом Йоостом Фаассеном, бізнесменом, колишнім топ-менеджером Газпромбанку та російської консалтингової групи «МЕФ аудит». У ЗМІ повідомлялося, що деякий час Марія проживала в нідерландському місті Ворсхотен, проте Путін у 2015 році стверджував, що жодна з його дочок ніколи не жила за кордоном. Станом на 2015 рік Марія Фаассен — випускниця факультету фундаментальної медицини МДУ (за даними The New Times), навчалася як Марія Володимирівна Воронцова, кандидат медичних наук, спеціаліст у галузі ендокринології. Співавтор наукового дослідження на тему "Стан антиоксидантної системи крові у пацієнтів з акромегалією ". Є співробітником Ендокринологічного наукового центру в Москві, бере участь у благодійному проекті фонду «Альфа-Ендо», що фінансується Альфа-Груп, мета якого — допомога дітям із захворюваннями ендокринної системи. Співвласниця компанії Номеко, що бере участь у реалізації найбільшого у російському охороні здоров'я приватного інвестиційного проекту боротьби з раком; його вартість оцінюється в 40 млрд рублів.
За даними ЗМІ, Катерина під прізвищем Тихонова (по батькові «Тихоновна» мала її бабуся по материнській лінії) з лютого 2013 до січня 2018 була одружена з Кирилом Шамаловим — сином Миколи Шамалова, співвласника банку " Росія ", товариша Путіна з кооперативу " Озеро ". Катерина очолює Фонд «Національний інтелектуальний розвиток» та компанію «Іннопрактика», спільно з МДУ здійснює девелоперський проект на Воробйових горах вартістю 1,7 млрд доларів. Кандидат фізико-математичних наук (2019). Агентствам Reuters та Bloomberg джерела, близькі до керівництва університету, на умовах анонімності підтвердили, що Тихонова доводиться Путіну дочкою. Відповідаючи журналістам на питання про спорідненість з Тихоновою, Путін цей факт не підтвердив, але й не спростовував.
За опублікованими даними, 15 серпня 2012 року в Москві у Марії народився син. Факт народження онука Путіна підтвердив у 2014 році та його давній друг, музикант Сергій Ролдугін. Нарешті, у червні 2017 року Путін в одному з інтерв'ю Оліверу Стоуну для його документального фільму The Putin Interviews підтвердив, що у нього є онуки. Під час " Прямої лінії " 15 червня 2017 Володимир Путін сказав, що у нього недавно народився другий онук.

## Інші члени сім'ї
Відомо, що Володимир Спіридонович мав шестеро братів. Син одного з них (і, відповідно, двоюрідний брат президента Путіна) — Ігор Олександрович Путін, який народився 1953 року. За освітою він інженер і юрист, 24 роки прослужив в армії, потім працював на держслужбі, в 2013 став віце-президентом і членом правління " Майстер-банку ".
Син Ігоря Олександровича, Роман Ігорович Путін (народився 1977 року), став головою ради директорів ТОВ «Група компаній МРТ», співвласником компанії «МРТ-АВІА». З липня по листопад 2020 року він очолював партію «Народ проти корупції», у грудні 2020 року заснував та очолив партію «Росія без корупції». Висував свою кандидатуру по 214-му виборчому округу Санкт-Петербурга на парламентських виборах 2021 року, але в результаті зняв її, як він висловився, «за рекомендацією шановної мною людини». Як мінімум до 2013 володів офшором Infinite Capital Corp, зареєстрованим на Сейшельських островах.
Двоюрідним племінником по жіночій лінії президенту Путіну припадає Михайло Шеломов. З 2000-х років до 2017 року він працював головним спеціалістом у петербурзькому офісі "Радкомфлоту ". Через дочірні компанії володіє 8,4 % акцій банку «Росія», 12,47 % "Согаз " (з 2004 року), 100 % «СОГАЗ-нерухомість» (з 2009 року) та 50 % компанії «Ігора драйв», що будувала автоперегонову трасу неподалік гірськолижного курорту Ігора під Петербургом. Згідно з опублікованим у вересні 2017 року розслідуванням OCCRP «Путін і посередники», Михайло Шеломов входить до ближнього кола президента з 21 людини і за останні кілька років придбав активи на 573 млн дол., а за підсумками 2016 року отримав 2,04 млрд руб. чистого прибутку (понад 5,5 млн руб. на день).